# Eddy Bouwmans
Eddy Bouwmans (30 gennaio 1968) è un ex ciclista su strada olandese.
Professionista dal 1990 al 1997, vinse la Classifica giovani al Tour de France 1992.

## Carriera
Adatto soprattutto alle brevi corse a tappe, fra i suoi piazzamenti vi furono il terzo posto nella Étoile de Bessèges, il settimo posto al Tour de Suisse e alla Vuelta a Burgos nel 1990, il sesto posto nel Critérium du Dauphiné Libéré e nel Tour de Suisse nel 1991, il quinto posto nella Setmana Catalana e il decimo nel Tour de Suisse nel 1992, il terzo posto nella Vuelta a Murcia e il sesto nel Tour de Suisse nel 1993, l'ottavo posto nella Vuelta a Mallorca nel 1996, il settimo posto nel Giro d'Austria e la vittoria nel Teleflex Tour nel 1997.
Inoltre ottenne anche alcuni successi di tappa in brevi corse a tappe francese quali il Critérium du Dauphiné Libéré 1993 ed il Critérium International e il Tour du Limousin nel 1994.
Nelle corse in linea, oltre alle vittorie nella Flèche Adennaise nel 1989 e nella Classique des Alpes nel 1993, colse il terzo posto nella Clásica San Sebastián, dietro il messicano Raúl Alcalá e l'italiano Claudio Chiappucci nel 1992 e nel 1993 il terzo posto nel Gran Premio di Francoforte, il settimo posto nella Giro di Colonia e nel Trophée des Grimpeurs, il decimo posto nella Veenendaal-Veenendaal e il settimo nella Japan Cup nel 1994, il settimo posto nei campionati olandesi in linea nel 1995, il secondo posto nel Trofeo Luis Puig e il quinto posto nel Grand Prix Wallone nel 1996.

## Palmarès
- 1989 (dilettanti)

Fayt-le-Franc
Flèche Ardennaise
- 1993 (Novemail - History, due vittorie)

Classique des Alpes
6ª tappa Critérium du Dauphiné Libéré (Vienne > Bonneville)
- 1994 (Novemail - History, due vittorie)

1ª tappa Critérium International (Châteauneuf-du-Pape > Pertuis)
3ª tappa Tour du Limousin (Brive > Lac de Vassivière)
- 1997 (Foreldorado - Golff, una vittoria)

Classifica generale Teleflex Tour

### Altri successi
- 1989 (dilettanti)

Classifica giovani DDR Rundfahrt
- 1991 (Panasonic - Sportlife)

Criterium di Ulvenhout
- 1992 (Panasonic - Sportlife)

4ª tappa Tour de France (Libourne, cronosquadre)
Classifica giovani Tour de France
Profronde van Stiphout (criterium)
- 1993 (Novemail - Histor)

Acht van Chaam (criterium)
- 1994 (Novemail - Histor)

Criterium di Helmond
- 1997 (Foreldorado - Golff)

Derny di Boxmeer

## Piazzamenti

### Grandi Giri
- Tour de France

1992: 14º
1993: 45º
1995: 45º
- Vuelta a España

1991: 41º
1995: 27º

### Classiche monumento
- Milano-Sanremo

1995: 74º
- Liegi-Bastogne-Liegi

1991: 33º
1992: 41º
1993: 22º
1994: 43º
1995: 17º
1996: 53º
- Giro di Lombardia

1991: 79º
1993: 48º
1994: 43º

### Competizioni mondiali
- Campionati del mondo

Chambéry 1989 - In linea Dilettanti: 66°
Utsunomiya 1990 - In linea: ritirato
Stoccarda 1991 - In linea: ritirato
Benidorm 1992 - In linea: ritirato
Oslo 1993 - In linea: ritirato
Palermo 1994 - In linea: ritirato
Duitama 1995 - In linea: non partito
Lugano 1996 - In linea: ritirato